# 이치하라촌 (시가현)
이치하라촌(市原村)은 시가현 가모군에 있던 촌이다.

## 역사
- 1889년 4월 1일 - 정촌제 시행에 의해 8촌의 구역을 가지고 성립하였다.
- 1955년 4월 1일 - 에이겐지촌과 합병해, 간자키군 에이겐지정이 성립하여, 동일 이치하라촌은 폐지되었다.

## 참고문헌
- 角川日本地名大辞典 25 滋賀県